# 开放国民党
开放国民党（韩语：／ Yeollinuridang），又譯開放吾等黨、開放吾人黨，韩语简称吾人党（韩语：／ Uridang）是大韓民國曾經存在的自由主義政党，2003至2007年是韩国的執政党。

## 歷史
2002年卢武铉当选韩国总统后，执政的新千年民主党内部亲卢、非卢派系之争愈演愈烈。2003年9月，支持卢武铉的一部份民主党国会议员宣布退党，另立新党，暂名为国民参与统合新党。民主党的103名议员有42名加入新党，另有5名在野党大国家党议员加入。卢武铉对新党表示公开支持，引起了新千年民主党内保守派的不满。9月29日，卢武铉宣布退出新千年民主党。
2003年11月22日，新政党正式定名为开放国民党，並在政治上全力支持卢武铉。
2004年1月，郑东泳当选为开放国民党议长。在同年的国会选举前夕，卢武铉曾公开发表违反选举法的发言“希望国民在总选中支持开放国民党”，占国会席次超过三分之二的大国家党、民主党和自民联以卢武铉“违反选举法”为由，强行通过了总统弹劾案，将卢武铉停职，但引发部分民意对在野党毁宪乱政的谴责。在民间舆论对卢武铉同情的作用下，开放国民党民调大涨，最终在国会议员选举中获得299个席位中的152席，单独过半并成为国会第一大党。但在竞选开始时，郑东泳却犯了严重的失误，他说：六、七十岁的老年人不在大选中投票没有关系，他们可以待在家中休息，未来属于那些二三十岁的年轻人。为了自己的失言，郑东泳不得不公开向民众道歉，并于5月17日辞职。5月20日，卢武铉加入开放國民党，开放國民党正式成为执政党。
2004年韩国國會选举之后，因为黨内內斗，加上卢武铉的相關丑闻，党员人数显着减少。2005年4月，开放国民党在6个选区国会议会补选中遭惨败，在国会中只占146席，失去半数席位，但維持第一大黨地位，連同民主黨及左派議員，繼續控制國會。
2006年2月18日，郑东泳再次当选为党代表。6月1日，韩国地方选举结果揭晓，开放国民党惨败，大国家党赢得压倒性胜利。郑东泳宣布对惨败承担责任，辞去代表党职务，金槿泰继之。
2007年，该党发生严重内讧，包括卢武铉在内的党员纷纷退黨，议席数减少过半。8月18日，该党并入由退出该党人士组成的大统合民主新党。同年大統合民主新黨總統候選人郑东泳在其後的總統選舉慘敗，結束韓國自由派十年執政。

## 党务组织

### 历任党首
| 任次 | 姓名   | 職銜           | 就任日期       | 离任日期       |
| 1    | 金元基 | 议长           | 2003年10月27日 | 2004年1月11日  |
| 2    | 郑东泳 | 议长           | 2004年1月11日  | 2004年5月17日  |
| 3    | 辛基南 | 议长           | 2004年5月17日  | 2004年8月20日  |
| 4    | 李富荣 | 议长           | 2004年8月20日  | 2005年1月5日   |
| 临时 | 林采正 | 临时执行委员长 | 2005年1月5日   | 2005年4月2日   |
| 5    | 文喜相 | 议长           | 2005年4月2日   | 2005年10月28日 |
| 临时 | 丁世均 | 非常执行委员长 | 2005年10月29日 | 2006年1月3日   |
| 临时 | 柳在乾 | 非常执行委员长 | 2006年1月6日   | 2006年2月18日  |
| 6    | 郑东泳 | 议长           | 2006年2月18日  | 2006年6月1日   |
| 7    | 金槿泰 | 议长           | 2006年6月9日   | 2007年2月14日  |
| 8    | 丁世均 | 议长           | 2007年2月14日  | 2007年8月20日  |

## 主要選舉記錄

### 國會選舉
| 年度 | 選舉   | 贏得席位  | 區域得票數 | 區域得票率 | 區域席位  | 比例得票數 | 比例得票率 | 比例席位 | 選舉結果          | 領袖   |
| ---- | ------ | --------- | ---------- | ---------- | --------- | ---------- | ---------- | -------- | ----------------- | ------ |
| 2004 | 第17屆 | 152 / 299 | 8,957,665  | 42.0%      | 129 / 243 | 8,145,824  | 38.3%      | 23 / 56  | ▲ 152席; 第一大黨 | 鄭東泳 |

### 歷屆地方選舉結果
| 年度   | 選舉 | 廣域團體長 | 廣域自治議員 | 基礎團體長 | 基礎自治議員 | 領袖   |
| ------ | ---- | ---------- | ------------ | ---------- | ------------ | ------ |
| 2006年 | 4屆  | 1 / 16     | 52 / 733     | 19 / 230   | 630 / 2,888  | 鄭東泳 |